# Christian Ermeler
Christian Ermeler (* 17. Mai 1735 in Berlin; † 14. Oktober 1793 ebenda) war ein deutscher Textilunternehmer und Kaufmann in Berlin.

## Leben
Der Vater Christian Ermeler (1685–1759) war Fabrikant in Berlin, die Mutter Anna Barbara, geborene Wirth war Tochter eines Webereiunternehmers.
Christian Ermeler erhielt 1763 eine Konzession für eine Kattunfabrik in neu Kölln am Wasser. 1777 hatte er 34 Webstühle mit 43 Beschäftigten, 1785 bereits 80 Beschäftigte. Er gehörte damit zu den bedeutenden Textilfabrikanten in Berlin. Es kam mehrere Male zu Protesten der Arbeiter wegen schlechter Arbeitsbedingungen.
Christian Ermeler war viermal verheiratet. Kinder waren unter anderen der Tabakfabrikant Wilhelm Ferdinand Ermeler und die Malerin Caroline Lauska.